# Mirusha-vízesés
Koordináták: é. sz. 42° 31′ 23″, k. h. 20° 36′ 10″42.523056°N 20.602778°E

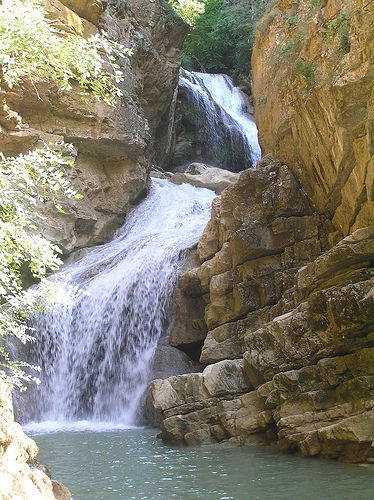
A vízesések egyike

A Mirusha-vízesés (albánul Ujëvarët e Mirushës, szerbül Слапови Мируше/Slapovi Miruše) a Mirusa folyón – a Fehér-Drin egyik mellékfolyója – lévő vízesések sorozata Koszovóban. A folyó vize ezen a szakaszon kanyonokat, üregeket, barlangokat vájt a sziklás medrébe, melyet Koszóvó-szerte ismernek. A folyó által vágott kanyon mintegy tíz kilométer hosszú és ezen a szakaszon 13 tavat alakított ki, melyek között vízesések találhatóak, mely elnyerte a Metohija Plitvicéje elnevezést, amely a híres horvátországi vízesésekre utal. A vízesés egyike a leglátogatottabb turisztikai célpontoknak a vidéken, ahová az emberek fürdőzni is járnak. A sziklafalak fehéres színétől élesen elválik a folyó barnás vizének színe. A vízesések barlangjai ugyancsak népszerűek az idelátogató turisták körében. A legmagasabb vízesés, mely a hatodik és a hetedik tó között helyezkedik el, huszonkét méter magas.

## Galéria

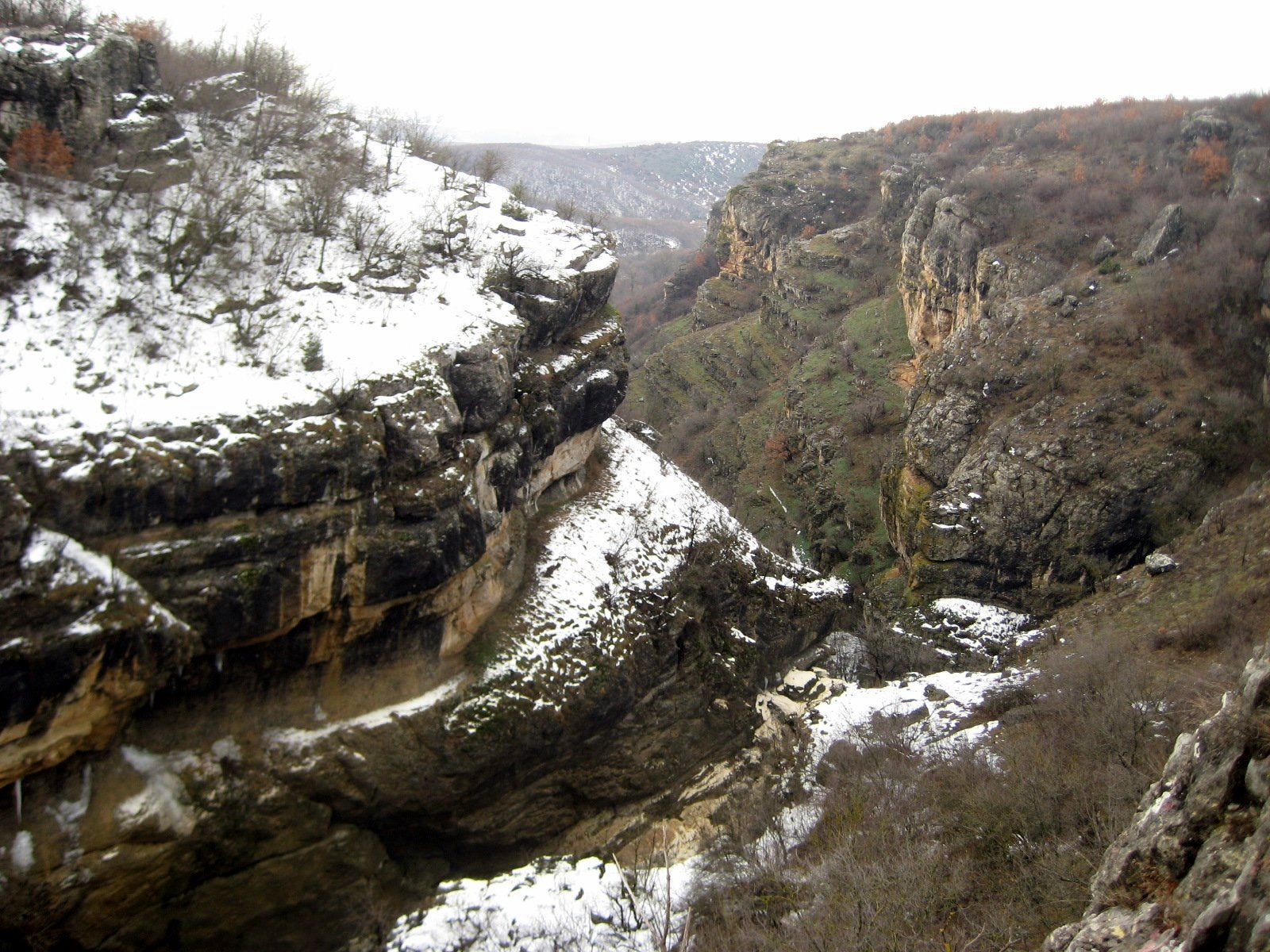
A Mirusa kanyonja télen
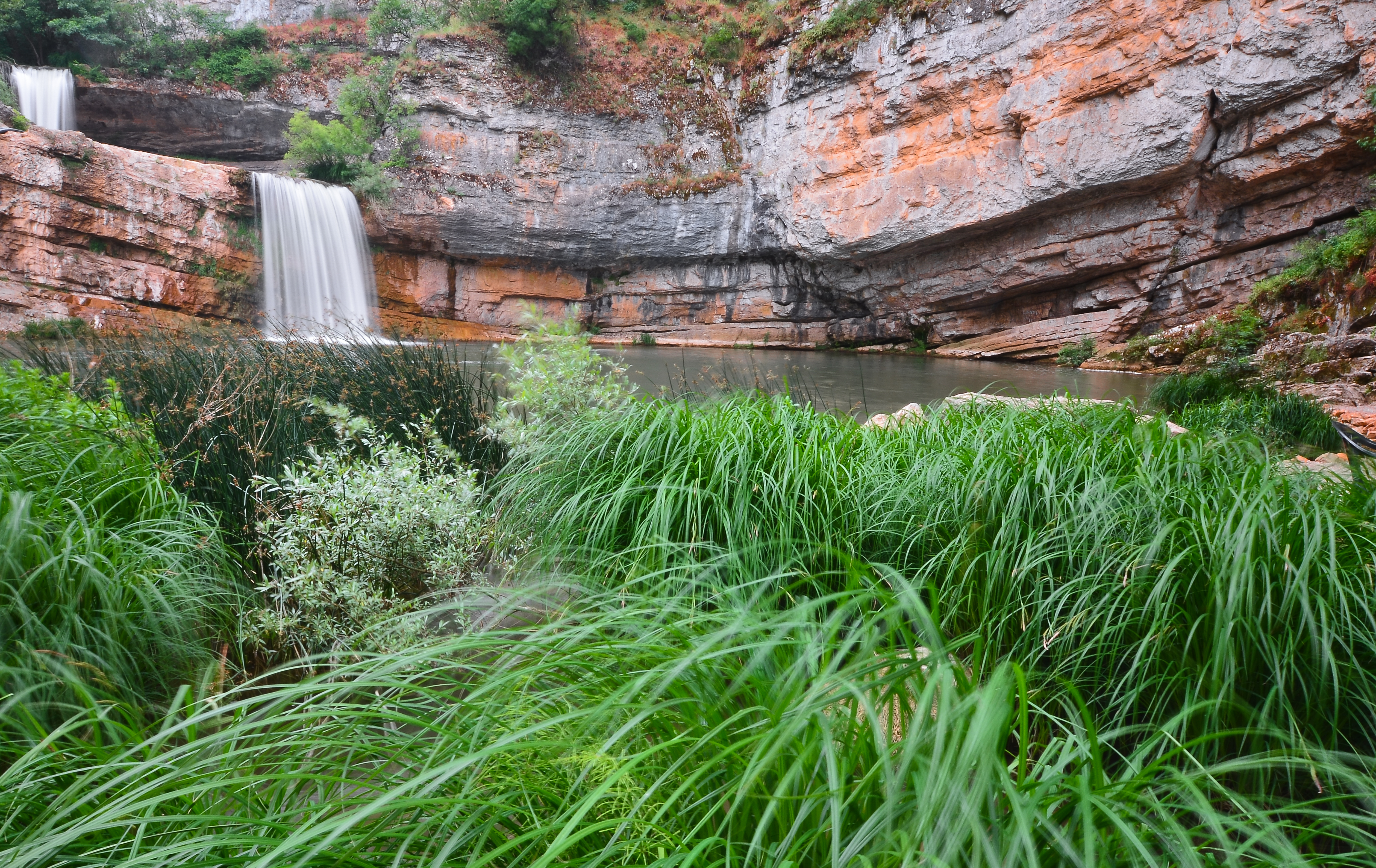
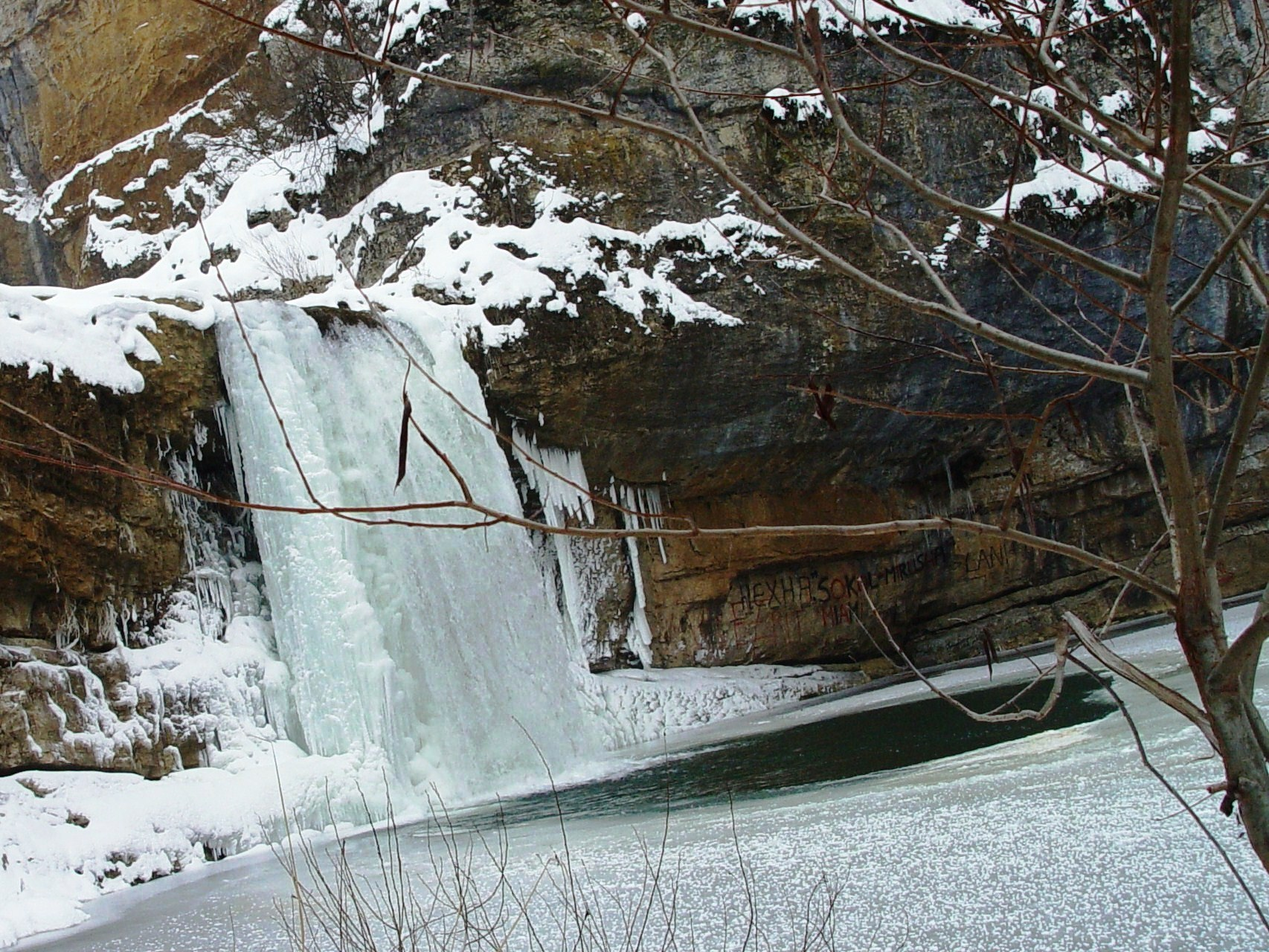
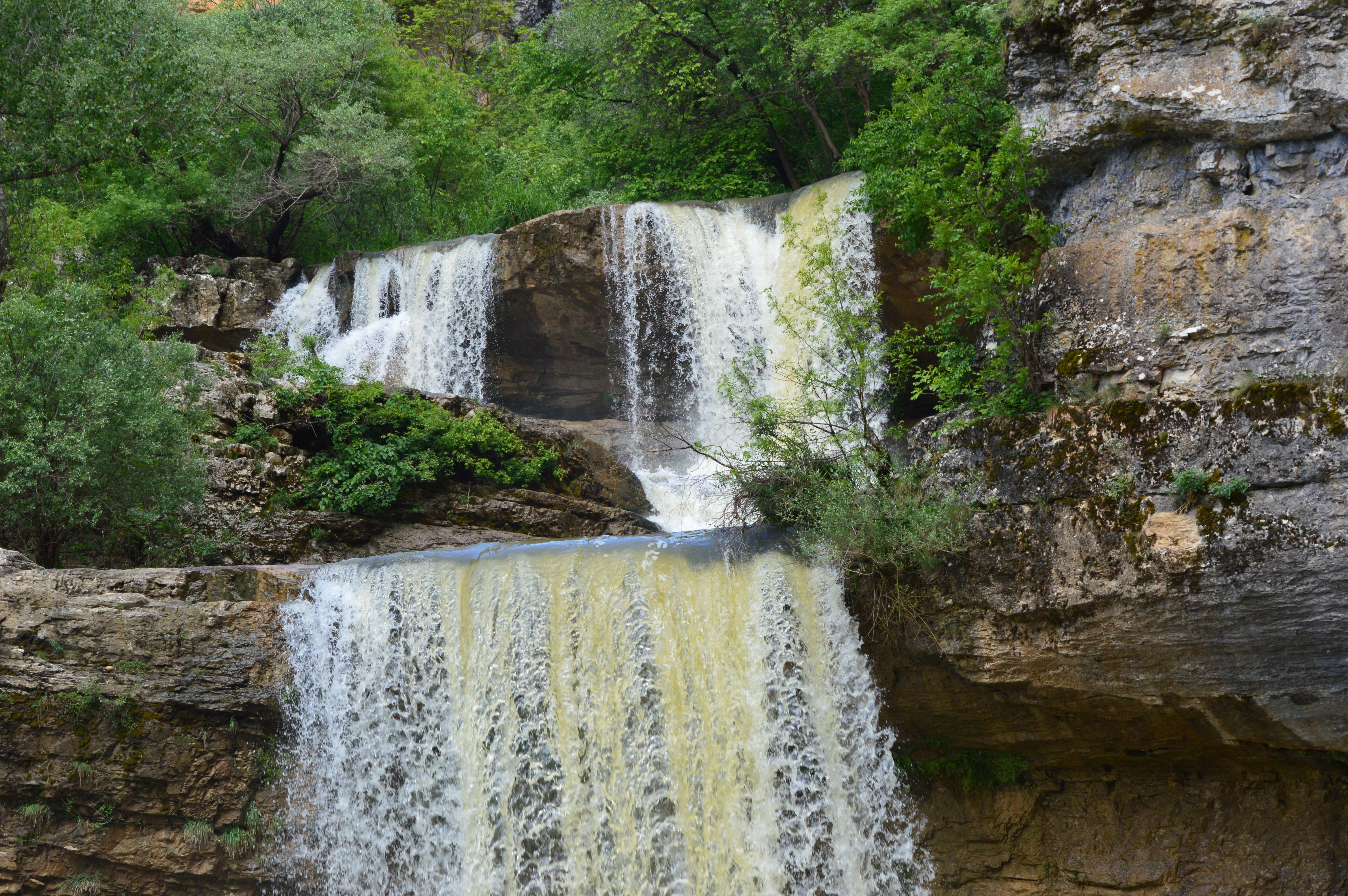
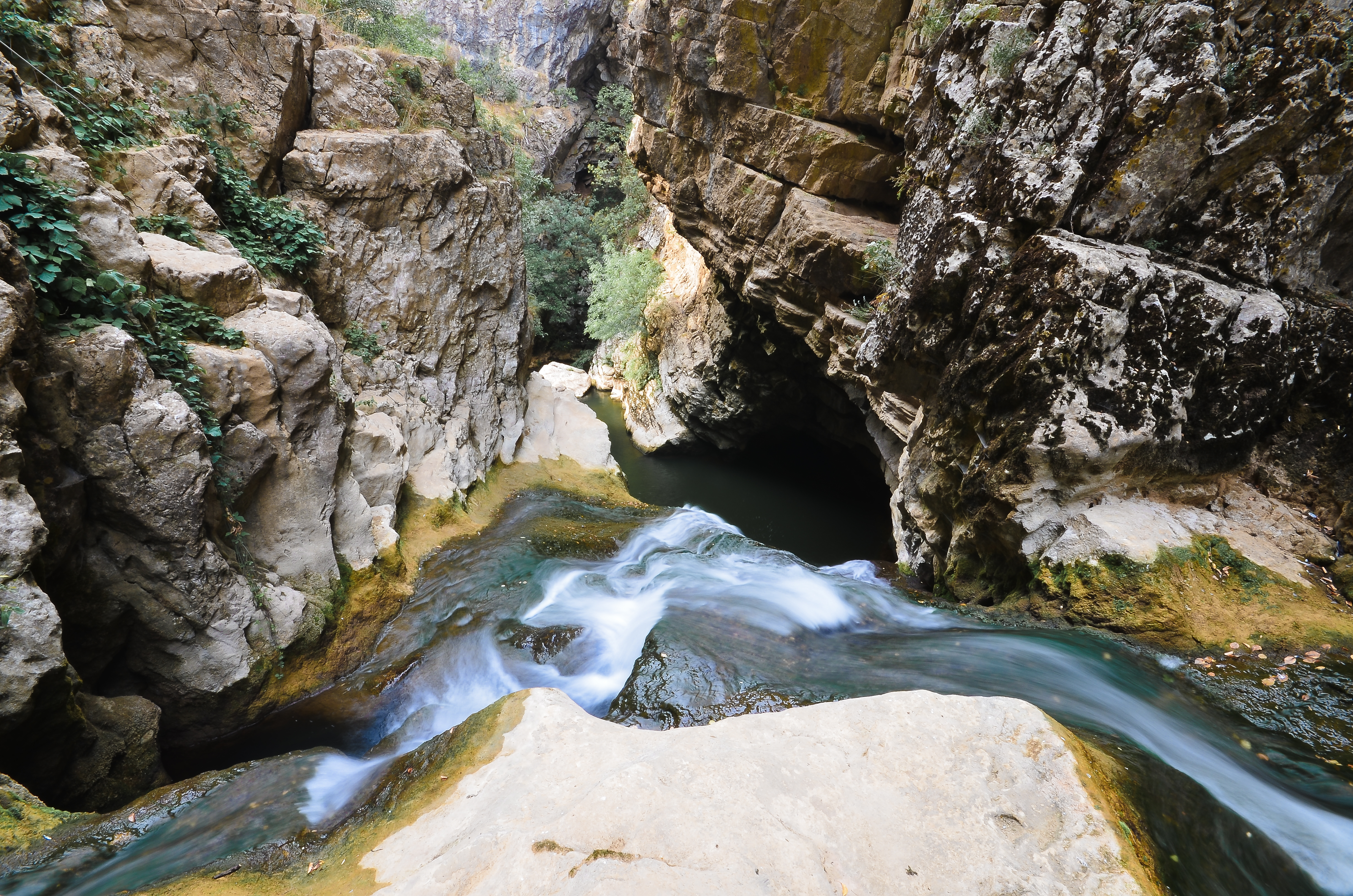
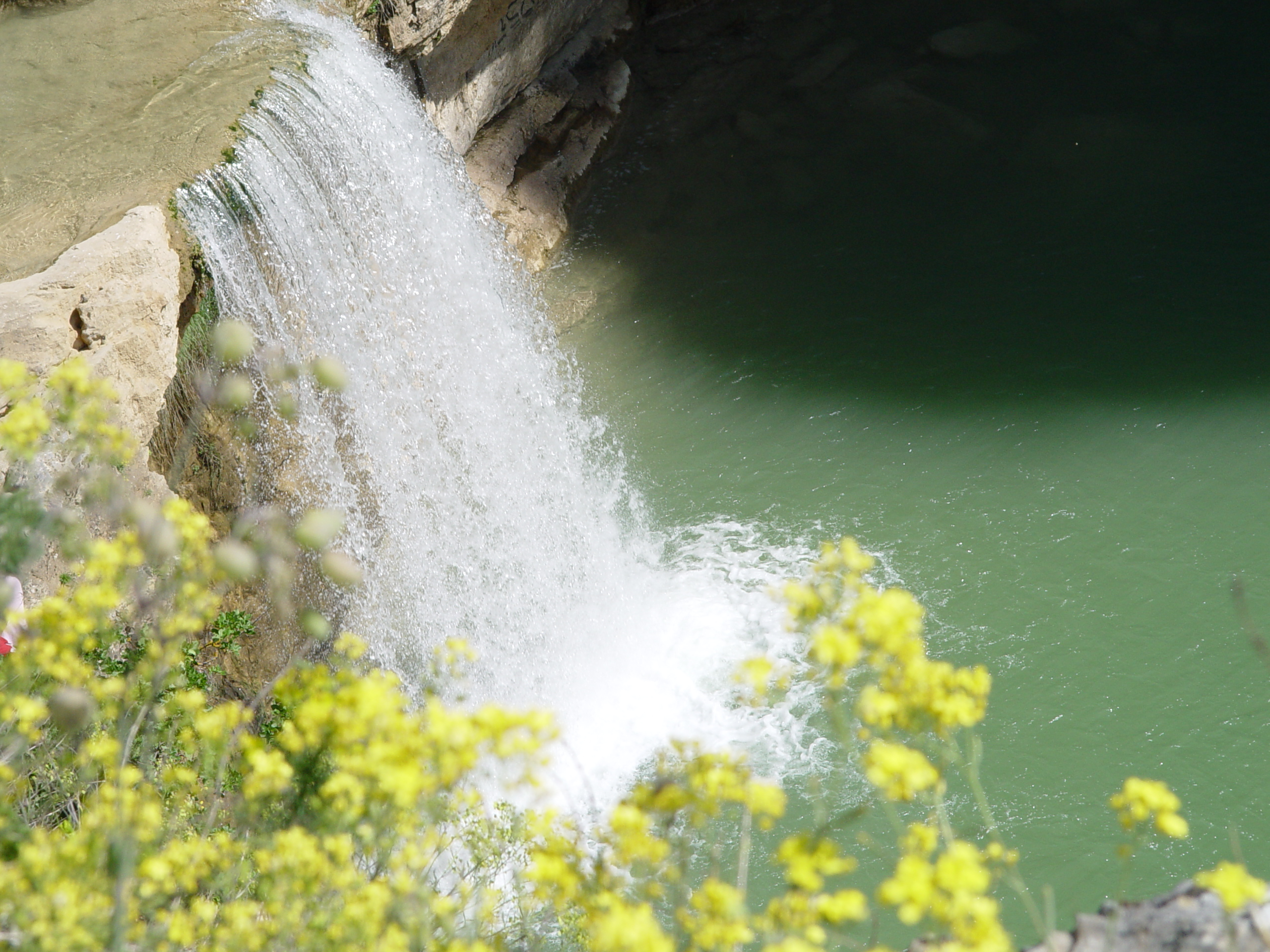
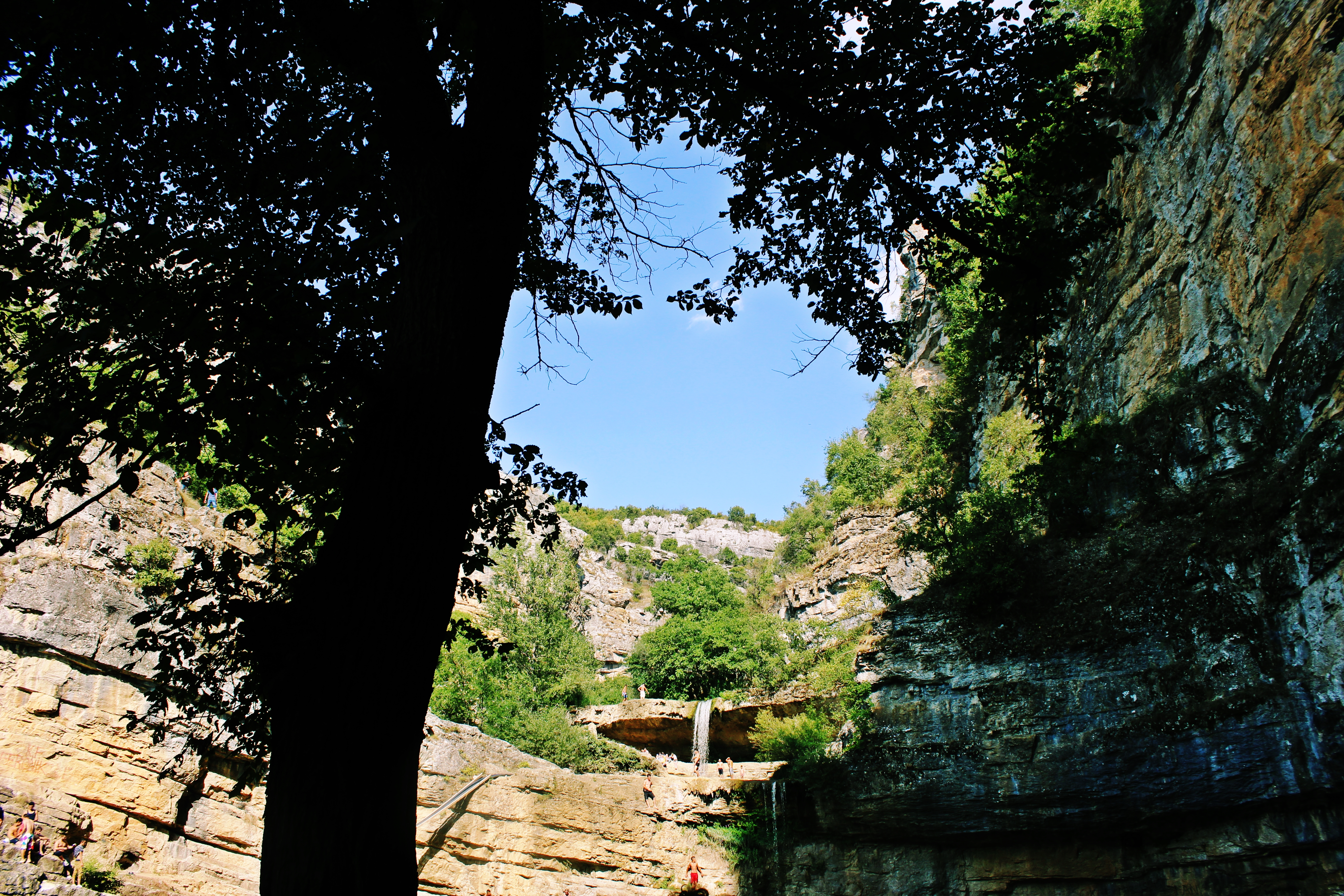

## Fordítás
Ez a szócikk részben vagy egészben  a   Mirusha waterfalls című angol Wikipédia-szócikk ezen változatának fordításán alapul.  Az eredeti cikk szerkesztőit annak laptörténete sorolja fel. Ez a jelzés csupán a megfogalmazás eredetét és a szerzői jogokat jelzi, nem szolgál a cikkben szereplő információk forrásmegjelöléseként.